# Lista zamków i twierdz Śródziemia
Jest to artykuł o charakterze zbiorczym, przedstawiający listę zamków i twierdz, występujących w stworzonej przez J.R.R. Tolkiena mitologii Śródziemia. Hasła przedstawione są w kolejności według czasu powstania lub alfabetycznej, kiedy data wzniesienia nie jest jasna.

## Fortece wzniesione przed Erami Słońca

### Utumno
Była to pierwsza siedziba Morgotha zbudowana na dalekiej północy Ardy i zarazem pierwsza twierdza w historii Ardy. Opisuje ją Silmarillion.
Utumno zostało wydrążone (była to bowiem podziemna forteca), gdy Valarowie formowali Ardę. Nie wiedzieli o jego powstaniu, ponieważ na daleką północ docierało niewiele światła Latarni. Z Udûnu Morgoth jako pierwszy odkrył przebudzenie się elfów, których torturami i upadlaniem przekształcał w orków. Gdy Valarowie dowiedzieli się o tym, wyruszyli przeciw Morgothowi i Udûn został zniszczony po długim oblężeniu.
Określenie Udûn było rzadziej używaną, sindarińską wersją nazwy Utumno. We Władcy Pierścieni pojawia się tylko raz, podczas walki Gandalfa z Balrogiem na moście w Khazad-dûm.
Zobacz też: Udûn w Mordorze

### Angband
Występuje w Silmarillionie. Druga siedziba Morgotha, wzniesiona po zniszczeniu Latarni Valarów jako twierdza chroniąca Udûn. Znajdował się na północnym zachodzie Śródziemia, na północ od Beleriandu w Górach Żelaznych, około 150 staj od Menegroth. Kiedy Valarowie wyruszyli pokonać Morgotha, zaatakowali, zdobyli i zniszczyli Angband, jednak spiesząc się pozostawili jego lochy nietknięte, gdzie przebywało wielu sługusów Morgotha, w tym Balrogowie.
Po swoim powrocie do Śródziemia Morgoth wzniósł nad nim trzy skalne wieżyce Thangorodrimu. Broniły go armie orków, wilkołaków, smoki oraz Balrogowie.
Po Dagor Aglareb połączone siły elfów, a później też ludzi oblegały Angband przez 395 lat, jednak bitwa Dagor Bragollach złamała oblężenie.
W Angbandzie Morgoth został pokonany dwa razy, mimo że twierdzę atakowano wielokrotnie. Za pierwszym razem Lúthien uśpiła go, by Beren mógł odzyskać jeden z Silmarilów. Później Valarowie pokonali Morgotha w Wojnie Gniewu i wyrzucili go w Pustkę.
Nazwa tej twierdzy w sindarinie znaczy dosłownie Żelazo-więzienie.

### Belegost
Belegost był jedną z dwóch wielkich podziemnych siedzib krasnoludów w górach Ered Luin na granicy Beleriandu, zlokalizowaną na północ od góry Dolmed.
Tamtejsi krasnoludowie przybywali do Beleriandu od drugiego wieku uwięzienia Melkora przez Valarów. Byli raczej bardziej przyjaźnie nastawieni do elfów niż ich pobratymcy z Nogrodu. Pomagali królowie Thingolowi w budowie jego siedziby Menegroth. Później handlowali z elfami i dostarczali im potrzebnego uzbrojenia. To właśnie kowale z Belegostu wynaleźli kolczugę i osiągnęli wielkie mistrzostwo w jej wytwarzaniu. Tamtejsi krasnoludowie brali udział w pierwszej bitwie o Beleriand. Po przybyciu Noldorów do Śródziemia zawarli z nimi sojusz, głównie z obawy przed Morgothem. Pomagali też Finrodowi w budowie Nargothrondu i wraz z mistrzami z Nogrodu wykonali dla niego Nauglamír. Często w Belegoście bywał Eöl z Nan Elmoth i jego syn Maeglin. Obaj uczyli się tam obróbki metalu.
Krasnoludowie z Belegostu przyłączyli się do Ligi Maedhrosa i wykuwali dla sojuszników broń. Bardzo dzielnie walczyli w bitwie Nirnaeth Arnoediad (473 rok Pierwszej Ery) i okryli się wielką sławą, tak jak ich władca Azaghâl. W 505 roku odmówili udzielenia wsparcia pobratymcom z Nogrodu, którzy szykowali się do zaatakowania Doriath. Próbowali też odwieść ich od tego zamiaru, ale nie udało im się to. Belegost, podobnie jak Nogrod, uległ zniszczeniu po zatopieniu Beleriandu w wyniku Wojny Gniewu i jego mieszkańcy (około 40 roku Drugiej Ery) powędrowali do Khazad-dûm.
Gród ten nazywano też Mickleburgiem. Nazwa Belegost pochodzi z języka sindarin i znaczy w tej mowie Wielka twierdza (lub Potężna twierdza; to samo znaczenie ma nazwa Mickleburg). Jest to przekład nazwy Gabilgathol, miana Belegostu w języku khuzdul.

### Khazad-dûm
To miasto było najstarszą i największą z krasnoludzkich siedzib w Śródziemiu. Znane z ekranizacji Władcy Pierścieni pod sindarińską nazwą Moria.

### Nogrod
Nogrod (z sin. dosł. Siedziba wydrążona w skale, khu. Tumunzahar) to miasto krasnoludów położone w Górach Błękitnych, na południe od góry Dolmed, istniejące w Pierwszej Erze.
Tamtejsi krasnoludowie przybywali do Beleriandu od drugiego wieku uwięzienia Melkora przez Valarów. Mimo utrzymywania kontaktów z elfami, byli raczej mniej przyjaźnie do nich nastawieni niż ich pobratymcy z Belegostu. Brali udział w Pierwszej bitwie o Beleriand.
Po przybyciu Noldorów do Śródziemia zawarli z nimi sojusz, głównie z obawy przed Morgothem. Pomagali też Finrodowi w budowie Nargothrondu i wraz z mistrzami z Belegostu wykonali dla niego Nauglamír. Często w Nogrodzie bywał Eöl i jego syn Maeglin. Obaj uczyli się tam obróbki metalu, bowiem właśnie stamtąd pochodzili mistrzowie płatnerstwa – Gamil Zirak i Telchar.
Krasnoludowie z Nogrodu przyłączyli się do Ligi Maedhrosa i wykuwali dla sojuszników broń. Walczyli w bitwie Nirnaeth Arnoediad (473 rok Pierwszej Ery). W 505 roku król Thingol polecił tamtejszym mistrzom, przebywającym wtedy w Menegroth, osadzenie Silmarila Fëanora w Nauglamírze. Ci zaś wykonawszy to dzieło zagarnęli je i zabili monarchę; w drodze do domu zostali w większości zabici. Dwaj zabójcy Thingola przeżyli i udało im się dotrzeć do Nogrodu. Podburzyli swoich pobratymców, którzy postanowili się zemścić. Zebrawszy swe siły (mieszkańcy Belegostu odmówili im pomocy) zaatakowali Doriath. Zdobyli i złupili Menegroth – pośród łupów znajdował się Nauglamír. Gdy wracali do Nogrodu, zostali zaatakowani przy Sarn Athrad przez Berena i Nandorów. Ponoć żaden krasnoludzki wojownik nie przeżył tej batalii.
Nogrod, podobnie jak Belegost, uległ zniszczeniu po zatopieniu Beleriandu w wyniku Wojny Gniewu i jego mieszkańcy (około 40 roku Drugiej Ery) powędrowali do Khazad-dûm.
Gród ten nazywano też mianem Hollowbold. Pierwotnie nazwa sindarińska brzmiała Novrod, ale uległa zmianie pod wpływem słowa naug (sin. krasnolud). Jest to przekład nazwy Tumunzahar.

## Twierdze Pierwszej Ery

### Barad Eithel
Pojawia się w Silmarillionie. Była to potężna twierdza elfów, położona w Beleriandzie opodal Eithel Sirion, na wschodnim krańcu gór Ered Wethrin. Zbudowali ją Ñoldorowie po swoim powrocie do Śródziemia. Był to największy zamek Fingolfina i Fingona. Strzegła Hithlumu i umożliwiała Ñoldorom atakowanie Angbandu przez Ard-galen.
Położona w strategicznym punkcie była miejscem wielu bitew i oblężeń. Oparła się atakowi wojsk Morgotha, zarówno podczas Dagor Bragollach (wtedy to poległ tam Hador Lórindol), jak i w 462 roku, kiedy to zginął syna Hadora, Galdor Smukły. Przed Nirnaeth Arnoediad zebrał tam swoją wielką armię Fingon. Po tej klęsce forteca została zajęta bądź zburzona przez orków.
Jej nazwa znaczy w sindarinie Wieża źródła. Bardzo często warownię nazywano też Eithel Sirion (sind. Źródła Sirionu), od nazwy miejsca gdzie ją zbudowano.

### Minas Tirith
Była położona na Tol Sirion w Beleriandzie. Zbudowana została przez króla Finroda Felagunda, po jego przybyciu do Śródziemia. Miała na celu obronę Przełomu Sirionu i całego zachodniego Beleriandu przed wojskami Morgotha. Monarcha mieszkał tam do czasu, gdy przeniósł się do Nargothrondu. Wtedy powierzył Minas Tirith pieczy Orodretha. Po Dagor Bragollach twierdza oparła się kolejnym atakom orków.
Dopiero w 457 roku zdobył ją Sauron, korzystając ze swej czarnoksięskiej mocy. Osiedlił się tam i (...) przemienił Minas Tirith w wieżę strażniczą Morgotha, w bastion zła i grozy (...). Odtąd żaden człowiek ani elf nie mógł przedostać się przez Przełom Sirionu. Ci, którzy tego próbowali, ginęli albo trafiali do lochów twierdzy Saurona. Orkowie zaś mogli śmiało zapuszczać się w głąb Beleriandu. Podczas wyprawy po Silmaril Beren i Finrod wraz z dwunastoma towarzyszami zostali uwięzieni w Minas Tirith. Wkrótce jednak Sauron został pokonany przez Lúthien z pomocą Huana, i Lúthien zaklęciem zburzyła mury twierdzy oraz uwolniła więźniów. Niestety nim nadeszła pomoc, Finrod zginął w lochach, broniąc Berena przed wilkołakiem. Nigdy potem Minas Tirith nie zostało odbudowane.
Nazwa Minas Tirith pochodzi z sindarinu i znaczy w tej mowie Wieża straży, Wieża czat.

### Nargothrond
Była to forteca założona w Beleriandzie przez Finroda. Do jej budowy Finrod zatrudnił krasnoludów z Gór Błękitnych, których opłacał skarbami zabranymi z Tirionu, kiedy to opuszczał Aman. Królestwo Finroda, biorące nazwę od głównej fortecy, położone było między Teiglinem a Narogiem. Po tym, jak Finrod wyruszył w podróż z Berenem, Nargothrondem rządził Orodreth.
Gród Finroda, podobnie jak Gondolin, był ukryty przed Morgothem. Elfowie z Nargothrondu mieli w zwyczaju walczyć z wrogiem skrycie, używając podstępu zamiast stawać do otwartej walki.
Tak było aż do przybycia Túrina. Ostatecznie zbudowany został wielki most na Narogu tuż przed Drzwiami Felagunda, aby w razie potrzeby wojska mogły się szybko przemieszczać. Nargothrond zmienił styl walki na bardziej otwarty i Morgoth poznał jego położenie. Orkowie przybyli do fortecy pod dowództwem ojca smoków, Glaurunga, weszli przez most zbudowany za radą Túrina i pokonali nielicznych obrońców (główne siły były poza grodem). Wzięto wtedy do niewoli wielu elfów, a Glaurung zagnieździł się w jaskiniach Nargothrondu i przywłaszczył sobie skarby Finroda.
Po zabiciu smoka skarby łącznie z Nauglamírem trafiły do Doriathu.

## Twierdze Drugiej Ery

### Barad-dûr
Wzniesiona w Mordorze po ostatecznym upadku Morgotha jako siedziba drugiego Władcy Ciemności, Saurona. Znana z Władcy Pierścieni.

### Dunharrow
Była to górska twierdza wzniesiona w okresie panowania Saurona w Śródziemiu. Wzięła swoją nazwę od miejsca położenia. Mieściła się we wschodniej części Ered Nimrais na terenie Calenardhonu. Do położonej wysoko wśród gór niecki, wzdłuż stromego urwiska, prowadziła zygzakowata ścieżka.
W jej pobliżu znajdowało się Harrowdale oraz Ścieżka Umarłych. Po upadku Númenoru była wykorzystywana przez Gondor, a od 2510 roku Trzeciej Ery przez Rohirrimów. Opisuje ją Władca Pierścieni, gdyż w czasie Wojny o Pierścień znalazła się na szlaku wędrówki Aragorna, Legolasa i Gimliego wraz z Szarą Drużyną.

### Morannon

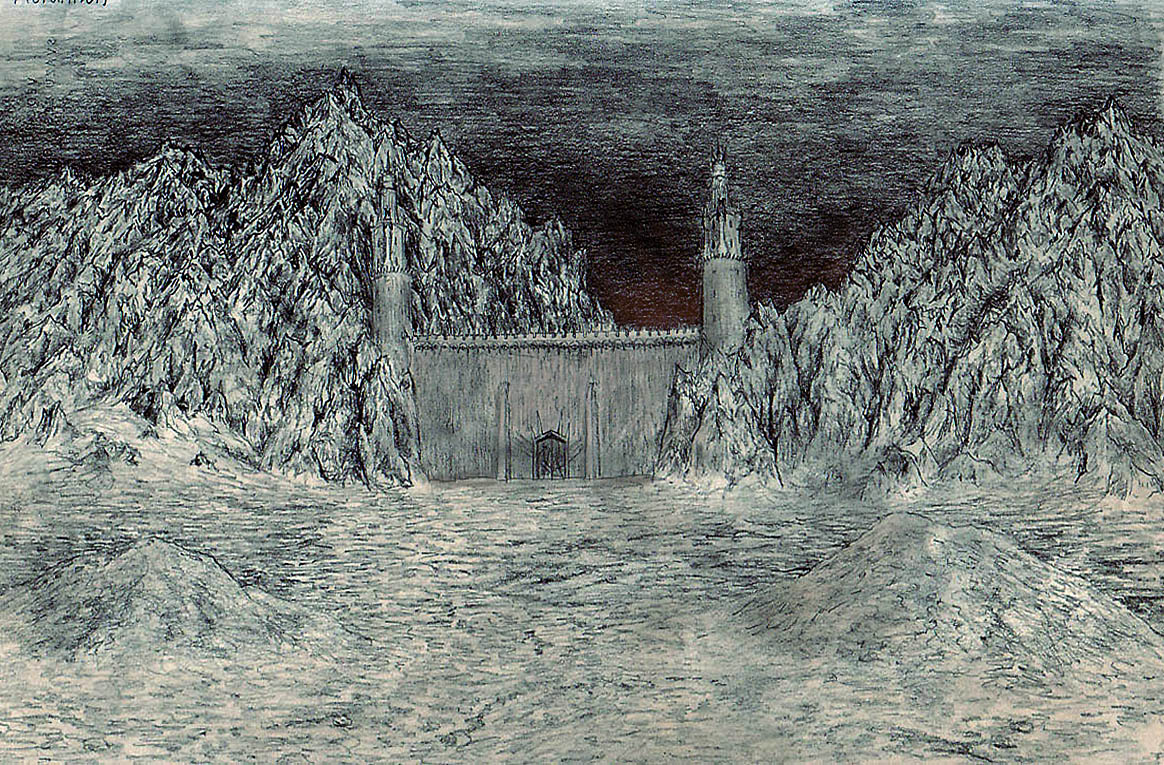
Matěj Čadil, Morannon, the Black Gate of Mordor

Była to jedna z twierdz Saurona. Pojawia się w Dwóch wieżach i Powrocie króla, kolejnych częściach Władcy Pierścieni. Pewne informacje na jej temat można znaleźć w Dodatkach do trzeciego tomu tej powieści oraz w Niedokończonych opowieściach. Morannon jest zaznaczony i podpisany na mapach Śródziemia dołączonych do powieści.
- W angielskim oryginale – Black Gate (nazwa Morannon nie jest tłumaczona)
- Przekład Marii Skibniewskiej – Czarna Brama, Czarne Wrota
- Przekład Jerzego Łozińskiego – Czarna Brama
- Przekład Marii i Cezarego Frąców – Czarna Brama

Chroniła głównego, północnego wejścia do Mordoru. Był to wielki kamienny mur, który zamykał przełęcz Cirith Gorgor, pomiędzy górami Ephel Dúath a Ered Lithui. Znajdowała się w nim jedna, odlana z żelaza brama i kilka mniejszych furt. U podnóża gór wokół Morannonu wydrążone były liczne lochy i tunele, w których kryli się orkowie.
Te potężne fortyfikacje, we Wspólnej Mowie zwane Czarną Bramą, Sauron wzniósł jeszcze w Drugiej Erze. Podobnie jak Barad-dûr, tak i Morannon utrzymywała moc Jedynego Pierścienia. Jednak po upadku Władcy Ciemności i zwycięstwie Ostatniego Sojuszu fortyfikacje te zostały zburzone.
Gondorczycy wznieśli wówczas dwie potężne wieże strażnicze, usytuowane na skałach po wschodniej i zachodniej stronie Cirith Gorgor. Miały strzec przełęczy i uniemożliwić powrót sług Władcy Ciemności do Mordoru. Obsadzone były stałą załogą. Jedną z wież nazywano wtedy Narchost, a drugą Carchost. Zaniedbywać je zaczęto za rządów Atanatara II Alcarina. Po Wielkim Morze w 1636 roku Trzeciej Ery strażnice zostały opuszczone. Ponownie obsadzono je za czasów króla Ondohera. Prawdopodobnie gondorska załoga w jakiś czas potem znów opuściła strażnice, bowiem Nazgûlom udało się dostać do Mordoru w 1980 roku. Być może jednak obie wieże zostały zajęte na skutek zdrady.
W każdym razie Sauron po swoim powrocie odbudował Czarną Bramę, jak i Zębate Wieże, które wzmocniły obronę Morannonu uniemożliwiając skryte podejście doń. Miało to miejsce najpewniej w 2951 roku. Od tego momentu fortyfikacje te nieprzerwanie strzegły Mordoru.
Przekonał się o tym Frodo Baggins podczas Wojny o Pierścień, kiedy to wraz z Samem Gamgee i Gollumem, dotarł do Morannonu (5 marca 3019 roku), licząc iż uda mu się tamtędy dostać do krainy Saurona. Jednak Czarna Brama i jej garnizon skutecznie uniemożliwiły mu podjęcie choćby próby sforsowanie przełęczy Cirith Gorgor.
W czasie ataku sił Saurona na Gondor z Morannonu wymaszerowała jedna z armii Władcy Ciemności, kierując się na Cair Andros. Pod Morannonem 25 marca 3019 roku doszło do ostatniej bitwy pomiędzy Armią Zachodu Aragorna II a wojskami Saurona. Tego samego dnia, gdy zniszczono Jedyny Pierścień, zawaliła się także Czarna Brama, wraz z Zębatymi Wieżami.
Miano Morannon pochodzi z sindarinu i znaczy w tej mowie Czarna brama. Fortyfikacje te nazywano także Bramą Mordoru.
Nazwy Narchost i Carchost są również sindarińskie. Pierwsza z nich znaczy Ognisty Ząb, a druga Fort Kła. Wieże zwano również Zębami Mordoru, Wieżami Strażniczymi Morannonu oraz Wieżami Czarnej Bramy.
Czarna Brama i Zęby Mordoru nie zostały pominięte w ekranizacji Władcy Pierścieni, reżyserowanej przez Petera Jacksona.
Filmowe fortyfikacje wyglądają na w całości wykonane z metalu, sama zaś brama otwierana jest przez cztery wielkie trolle.
W Dwóch wieżach wprowadzono pewne zmiany w stosunku do powieści przy pokazaniu scen z Frodem, Samem i Gollumem. Po dotarciu do Czarnej Bramy wędrowcy widzą fortyfikacje, wspiąwszy się na skały Ephel Dúath. Stamtąd obserwują oddział Easterlingów (a nie Haradrimów jak w literackim pierwowzorze), który maszeruje do wrót Mordoru. Uchylająca się brama jest dla hobbitów szansą dostania się do krainy Saurona. Jednak przypadkowo Sam spada ze skał, zagrzebując się w kamienie i piasek u ich podnóży. Frodo rusza mu na pomoc i dzięki płaszczowi elfów udaje się hobbitom uniknąć odkrycia przez dwóch Easterlingów. Kiedy Frodo i Sam mają już ruszyć biegiem ku uchylonej bramie, powstrzymuje ich Gollum, obiecując zaprowadzenie do innej, tajemnej drogi.
Z kolei Powrocie króla pod Czarną Bramą, zgodnie z powieścią, pokazana jest ostatnia bitwa między Armią Zachodu a wojskami Saurona. Fortyfikacje ulegają zawaleniu po zniszczeniu Pierścienia.

### Umbar
Dobrze ufortyfikowany, znaczący port Númenorejczyków w zatoce i krainie o tej samej nazwie. Po rozłamie społeczeństwa Númenoru na Wiernych i Ludzi Króla, mieszkańcy Umbaru opowiedzieli się za drugą opcją, stąd później jako Czarni Númenorejczycy nękali Gondor.

### Pelargir
Był to wielki port i jedno z najstarszych miast w Gondorze, założony w 2350 roku Drugiej Ery przez Númenorejczyków. W ciągu następnych lat był główną przystanią Wiernych w Śródziemiu. W czasie panowania Królów Żeglarzy odgrywał rolę bazy wypadowej na Umbar.

### Minas Anor
Wzniesione po Przemianie Świata; pierwotnie to ufortyfikowane miasto było siedzibą Anáriona, stopniowo przejmowało jednak rolę stołecznego Osgiliath. Po zdobyciu Minas Ithil przez Nazgûle w 2002 roku Trzeciej Ery zostało nazwane Minas Tirith. Pod tą nazwą znane z Władcy Pierścieni.

### Minas Ithil
Bliźniacze miasto-twierdza Minas Anor wzniesione na zewnętrznym grzbiecie Ephel Dúath w Ithilien jako siedziba Isildura. W 2002 roku Trzeciej Ery miasto zostało przejęte przez Nazgûle i nazwane Minas Morgul. Pod tą nazwą jest znane z Władcy Pierścieni.

## Twierdze Trzeciej Ery

### Białe Wieże
Białe Wieże (ang. White Towers) zostały wzniesione przez króla elfów Gil-galada, na wzgórzach Emyn Beraid. Przekazał je później Elendilowi, gdy ten założył królestwo Arnoru (w 3320 roku Drugiej Ery). Przetrwały one w nienaruszonym stanie aż do Czwartej Ery. Najwyższą z tych wież zwano Elostirion.
Miano Białe Wieże odnosi się zapewne do barwy kamienia, z jakiego zostały zbudowane.

#### Elostirion
Elostirion (sin. gwiazda-straż) była najwyższą z trzech Białych Wież wznoszących się na Wieżowych Wzgórzach, na zachód od Shire. Została zbudowana tak jak dwie pozostałe, bezimienne wieże, przez Gil-galada dla Elendila. Umieszczony został w niej palantír – Kryształ Elendila. Sam Elendil często tam bywał i patrzył w niego w nadziei, że zobaczy Númenor. Zarówno wieża jak i kryształ przez długi czas były strzeżone przez Círdana i elfów z Szarych Przystani; do czasu, gdy Círdan opuścił Śródziemie, zabierając palantír ze sobą.
Frodo Baggins, gdy był w Crickhollow, śnił o wieży w jednym z jego wielu snów o morzu. Znajdowała się na grani, była biała, słychać było morze, a z jej szczytu można je było widzieć.

### Durthang

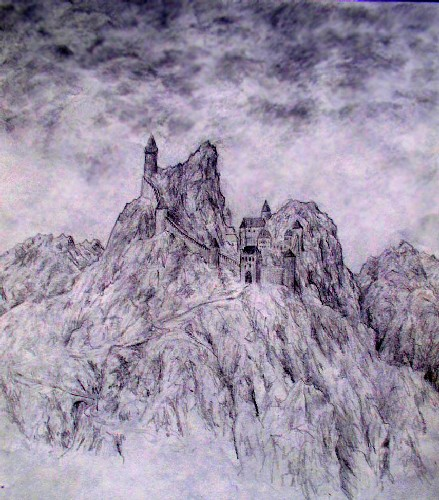
Matěj Čadil, Durthang

Jest to jedna z twierdz Saurona. Pojawia się w Powrocie króla, trzeciej części  Władcy Pierścieni. Nieco informacji na jej temat można znaleźć w Dodatkach do tego tomu. Durthang jest zaznaczony i podpisany na mapie Gondoru i Mordoru dołączonej do trzeciego tomu powieści.
Zamek położony na skalnej ostrodze w północnej części gór Ephel Dúath. Zbudowany został przez Gondorczyków po pokonaniu Saurona przez Ostatni Sojusz. Miał strzec Carach Angren w Mordorze.
Durthang obsadzony był stałą załogą, lecz zaczęto go zaniedbywać za panowania Atanatara II Alcarina. Ostatecznie zamek został opuszczony po Wielkim Morze w 1636 roku Trzeciej Ery i popadł w ruinę. Sauron, gdy ogłosił swój powrót do Mordoru (2951 rok), odbudował tę twierdzę i osadził tam garnizon orków.
Podczas Wojny o Pierścień Frodo Baggins i Sam Gamgee, wędrując ku Orodruinie, minęli ten zamek. Najpewniej został on zniszczony przez zwycięską Armię Zachodu, gdy Jedyny Pierścień został unicestwiony, a Sauron ostatecznie pokonany.
Nazwa Durthang pochodzi z sindarinu i znaczy w tej mowie Mroczna udręka lub Ucisk ciemności.

### Dol Guldur

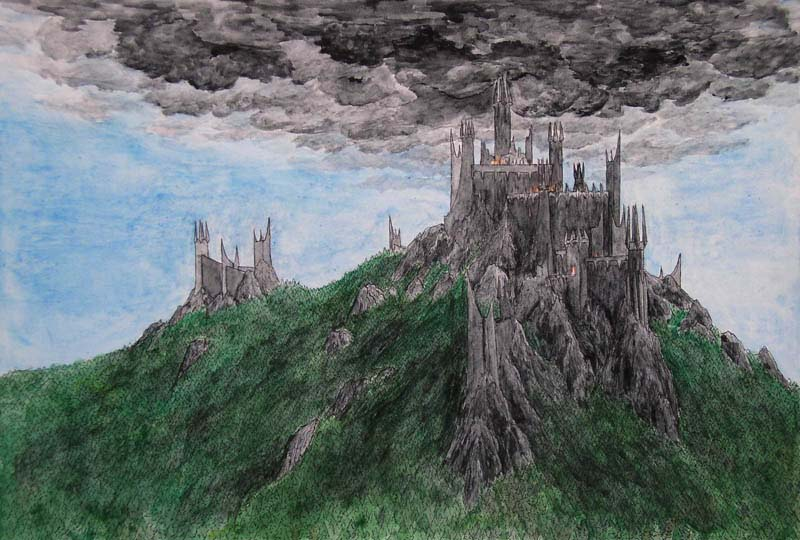
Matěj Čadil, Dol Guldur.

Twierdza Saurona, przez pewien czas jego główna siedziba. Wspominają o niej bohaterowie Hobbita i Władcy Pierścieni. Informacje na jej temat znajdują się również w Dodatkach do trzeciego tomu powieści oraz w Silmarillionie i Niedokończonych opowieściach. Dol Guldur jest zaznaczone i podpisane na mapach Śródziemia dołączonych do Władcy Pierścieni.
Miano Dol Guldur pochodzi z sindarinu i znaczy w tej mowie Wzgórze ciemnych mocy lub Wzgórze czarnoksięstwa.
Usytuowana na wzgórzu Amon Lanc, w południowo-zachodniej części Mrocznej Puszczy.
Wzniesiona została około roku 1050 Trzeciej Ery. Pełniła rolę sekretnej kryjówki Saurona, który potajemnie powrócił ze wschodu. Mędrcy, po odkryciu tego miejsca około 1100 roku, początkowo przypuszczali, iż siedzibę obrał tam sobie jeden z Nazgûli. Sauron bowiem ukrywał swoją tożsamość, przybrawszy miano Czarnoksiężnika – (...) tam się oddawał czarom, a wszystkie stworzenia bały się Czarnoksiężnika z Dol Guldur (...).
Przez następne lata Władca Ciemności ukrywał się tam, a prawie cały las ogarnęły złe moce. Strach przed nim sięgał również Doliny Anduiny, a jej mieszkańcy często uciekali stamtąd (tak uczynili Éothéodzi w 1977 roku). Około 2060 roku potęga Saurona znacznie wzrosła. Gandalf Szary, przeczuwając, kim naprawdę jest Czarnoksiężnik, potajemnie udał się do Dol Guldur. Jednak Sauron uciekł przed nim na wschód, rozpoczynając okres nazwany Niespokojnym Pokojem.
Powrócił w 2460 roku, będąc dużo silniejszym, choć nadal mienił się Czarnoksiężnikiem. Pod jego wpływem znajdowali się Balchothowie, którzy najeżdżali Gondor za rządów namiestnika Ciriona. W 2850 roku Gandalfowi udało się ponownie wkraść do twierdzy i przekonać się ostatecznie, kto jest panem Dol Guldur (wtedy też znalazł w lochach krasnoludzkiego króla Thráina II). Czarodziej usiłował skłonić Białą Radę do uderzenia na Saurona (2851 rok), lecz do tego nie doszło, głównie za sprawą Sarumana.
Ostatecznie atak sił Białej Rady nastąpił w 2941 roku, jednak Sauron spodziewał się tego i wycofał się na wschód, po czym skrył się w Mordorze. W 2951 roku, gdy ogłosił jawnie swój powrót, wysłał do Dol Guldur trzech Nazgûli, by na nowo zajęli tę twierdzę. Odtąd pozostawała tam dwójka Upiorów (jednym z nich był Khamûl), aż do czasu, gdy wyruszyły na poszukiwanie Jedynego Pierścienia (3018 rok).
Podczas Wojny o Pierścień wojska Władcy Ciemności z Dol Guldur trzykrotnie atakowały Lórien (11, 15 i 22 marca 3019 roku), lecz za każdym razem ponosiły klęski. Podobnie zakończyły się wyprawy na Rohan i Leśne Królestwo Thranduila. Ostatecznie to elfowie z Lórien, pod wodzą Galadrieli i Celeborna, przeprawili się przez Anduinę i zdobyli Dol Guldur (28 marca). Galadriela zaklęciem zburzyła mury twierdzy i zamknęła ziejące szyby. Las został oczyszczony.

### Isengard
Była to twierdza wzniesiona przez Gondor w czasie jego rozkwitu, oddana następnie w użytkowanie Sarumanowi.

### Carn Dûm

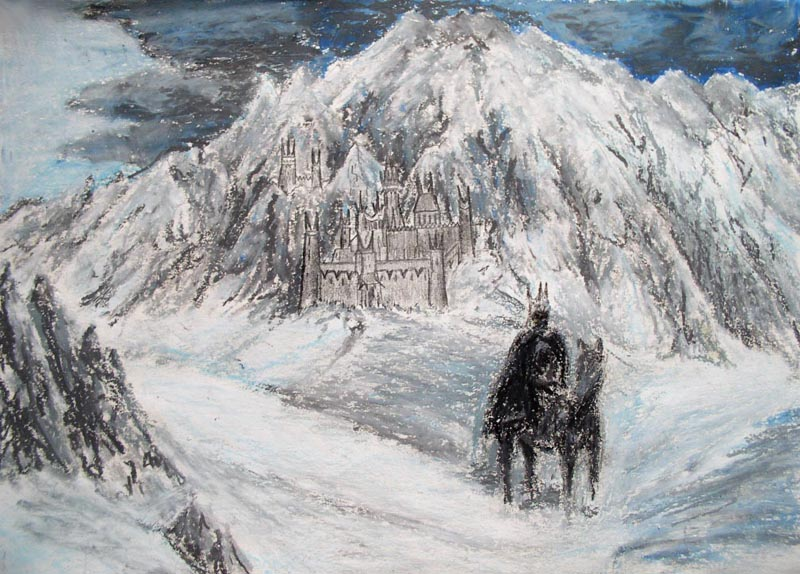
Carn Dûm (Matěj Čadil)

Wspominają o niej bohaterowie Władcy Pierścieni. Pewne informacje na jej temat można znaleźć w dodatkach do trzeciego tomu powieści. Carn Dûm jest zaznaczone i podpisane na mapach Śródziemia załączonych do Władcy Pierścieni.
- W angielskim oryginale – Carn Dûm
- Przekład Marii Skibniewskiej – Carn Dûm (Karn Dum)[34]
- Przekład Jerzego Łozińskiego – Karn Dûm
- Przekład Marii i Cezarego Frąców – Carn Dûm

Carn Dûm było warownią położoną u północnego krańca Gór Mglistych. Była głównym ośrodkiem i stolicą Angmaru. Rezydował tam zapewne Czarnoksiężnik w latach 1300 – 1974 Trzeciej Ery. Stamtąd wyruszały kolejne wyprawy przeciw Dúnedainom z Arnoru. Warownia ta została najpewniej zburzona (lub opuszczona) po pokonaniu wojsk Angmaru przez Armię Zachodu Eärnura i Círdana w bitwie pod Fornostem (1975 rok). Przez resztę Trzeciej Ery pozostały z niej tylko ruiny.
Nazwa Carn Dûm pochodzi z sindarinu i znaczy w tej mowie Czerwony zmierzch.
Carn Dûm pojawia się również w grze Władca Pierścieni: Wojna na Północy.

### Rogaty Gród
Forteca położona była na południu Rohanu. Zbudowana, aby strzegła wejścia do Helmowego Jaru. Była najpotężniejszą twierdzą Rohanu. Legenda głosiła, iż nigdy nie zostanie zdobyta, jeśli jej obrońcami będą ludzie.
W czasie Długiej Zimy obronił ją król Helm Żelaznoręki, odpierający ataki Easterlingów i Dunlendingów, którzy podówczas zajęli cały Rohan. Tam też umarł i był pierwotnie pochowany. Później w czasie Wojny o Pierścień twierdza została zaatakowana przez siły Isengardu i doszło do wielkiej Bitwy o Rogaty Gród.
Rogaty Gród był stolicą Zachodniej Marchii i siedzibą Drugiego Marszałka Marchii.